# 輪

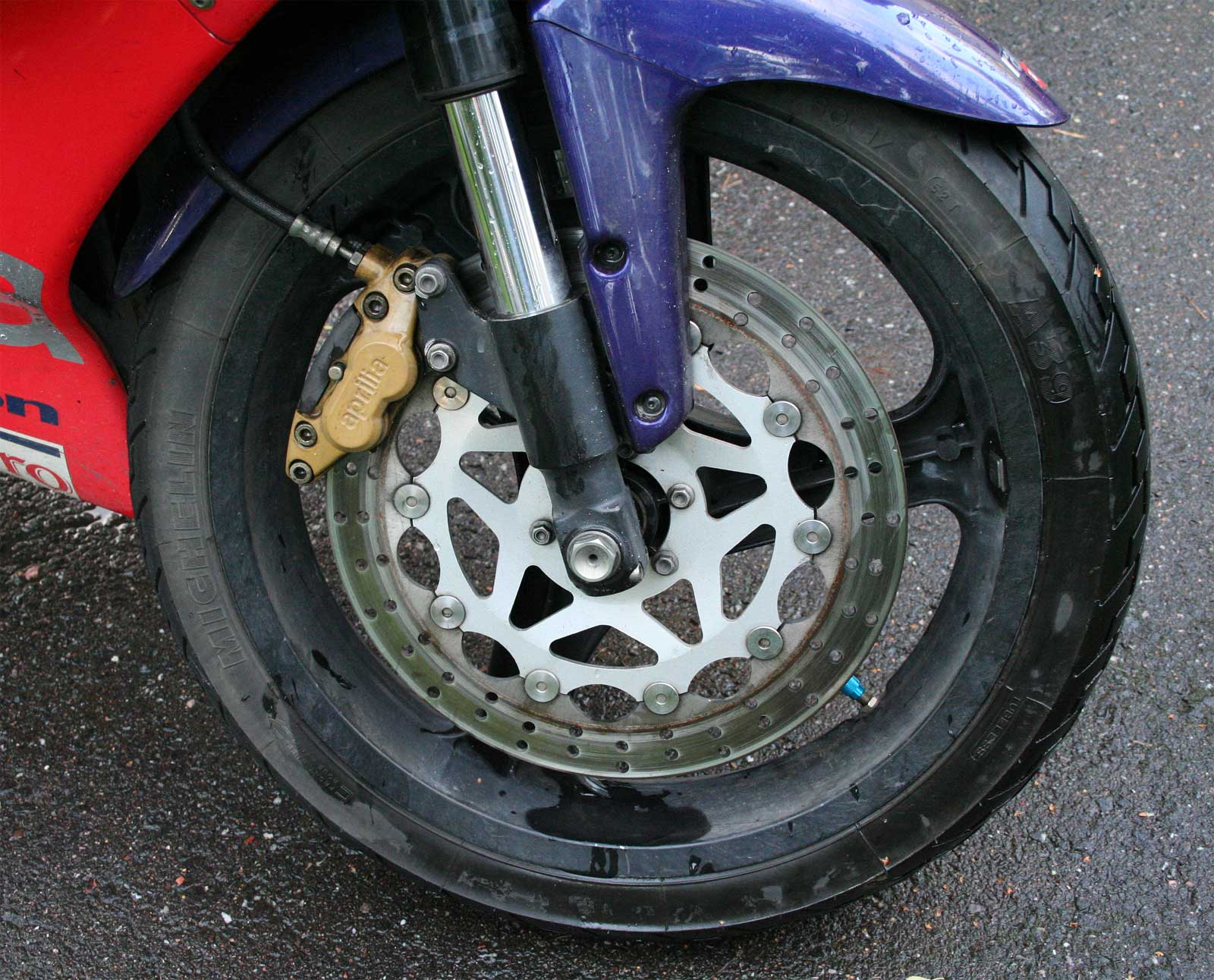
現代的車輪

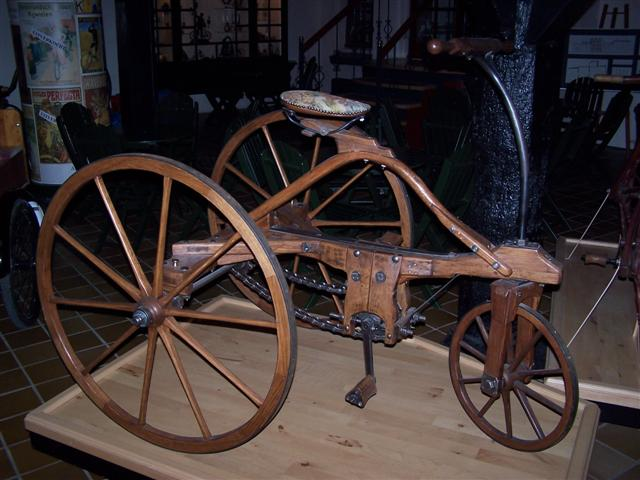
古代的三輪車

輪是圓形可以轉動或滾動的物體，可以減少磨擦。如果配上軸，即成為車的最主要構成部份。輪在交通運輸中非常有用，是人類的重要發明之一。除了車輪以外，其他圓形的輪還有舵輪、飛輪等等。
輪的發明不但是交通運輸的一大突破，更是人類技術的一項重要成就。輪和軸組合的輪軸是六種簡單機械之一。由輪衍生的現代技術還有螺旋槳、噴射引擎、飛輪、陀螺儀、渦輪機等。

## 輪的歷史

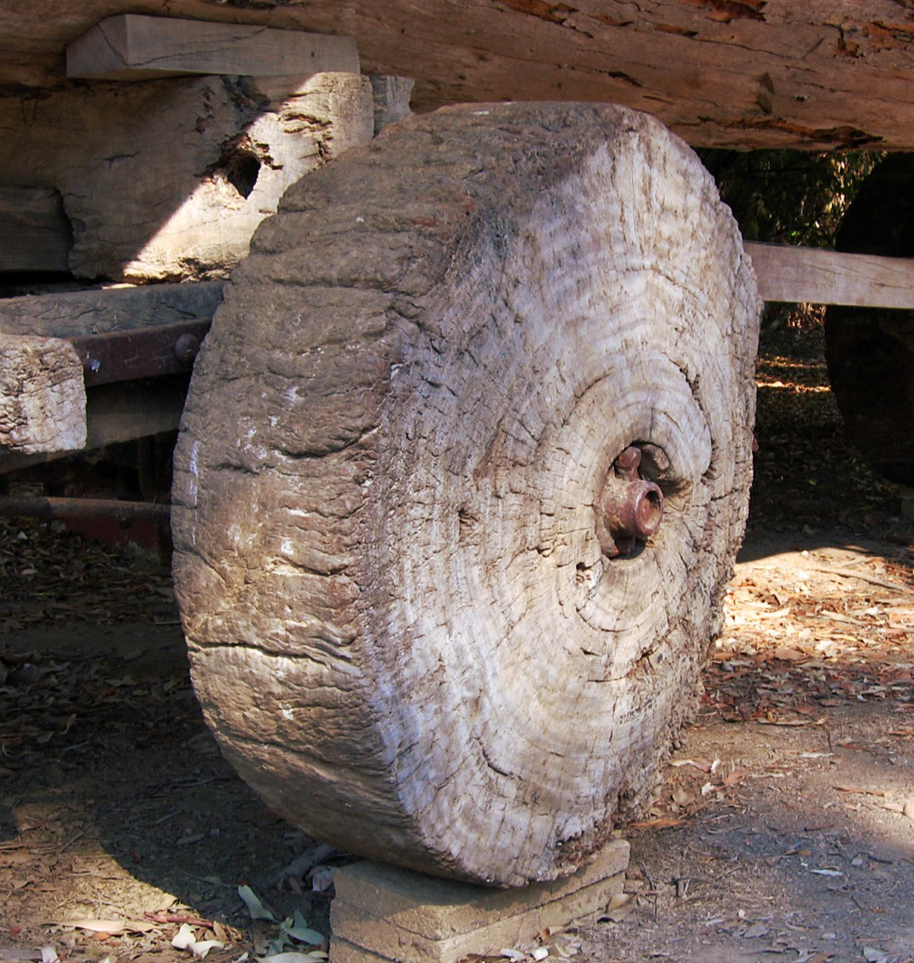
最早期的輪子，是用一大塊圓木製成

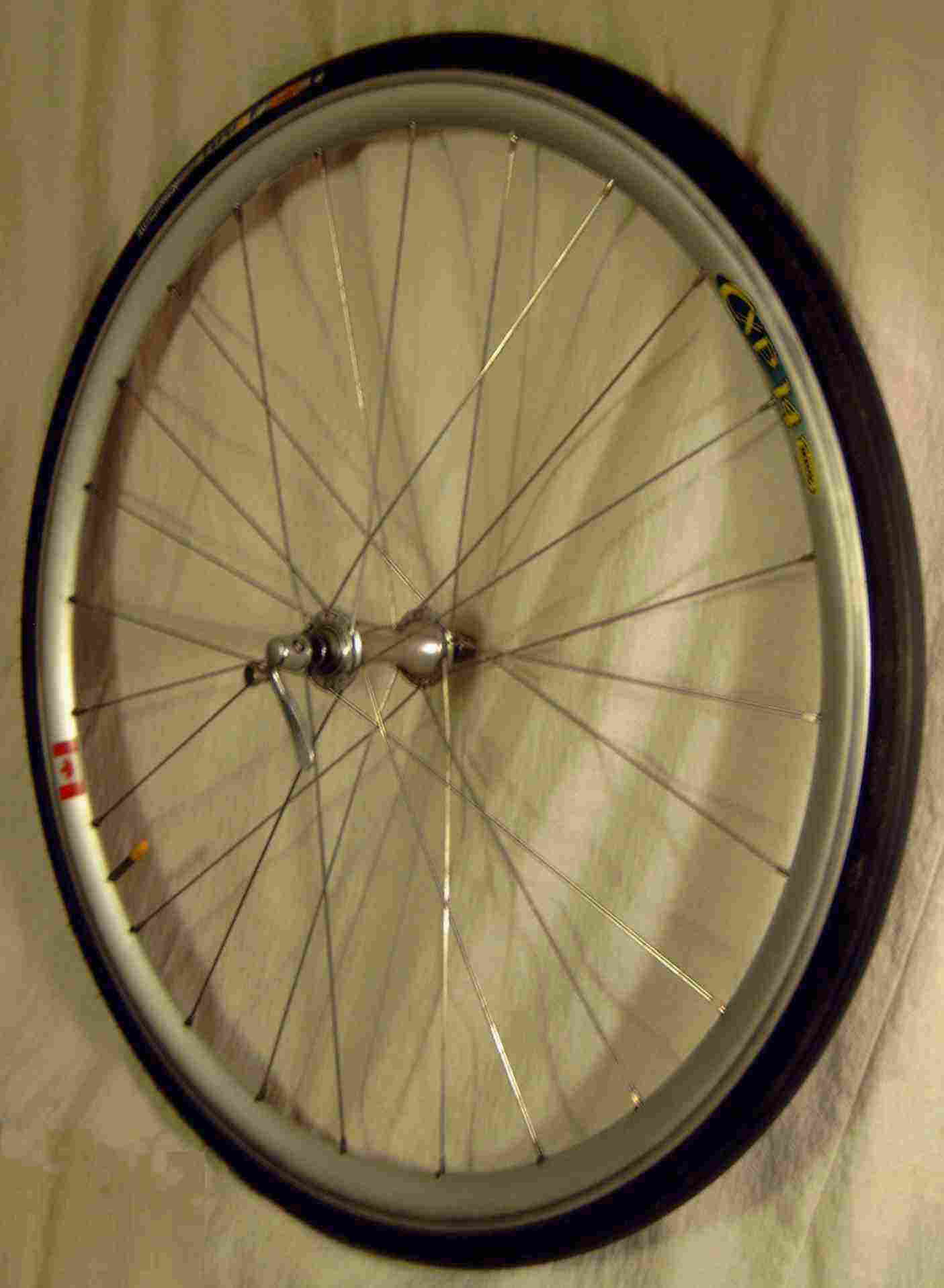
自行車車輪，在輪圈和輪轂之間的就是輻條

輪這種工具原來並不存在於大自然的動物或植物。自然世界內有些動物會滾動，但是沒有動物是在輪子上移動。
據學者的研究，最早的車輪在距今6000年前左右在邁科普文化、美索不達米亞、高加索及中歐等地出現，克克塔尼文化亦有陶輪，因此目前還無法斷定是哪一個文化最早使用輪子。2002年時斯洛文尼亚的考古學家發現了盧布爾雅那沼澤輪，距今5,250 ± 100年，是世界上最早的木製車輪。
《說文解字》：車，輿輪之緫名。在中國，古有黃帝造車（故號軒轅氏）、夏禹時車正奚仲造車之說。目前考古發現的中國最早的車出現於距今約3700年前的夏朝時期，出土於偃師二裡頭遺址，為雙輪車，軌距約1.2米；殷墟發現的商朝時期的車，通常輪徑1.22~1.47米，軌距2.15~2.40米；秦朝車同軌，軌距統一為六尺（約1.386米）。
公元前四世紀時已有兩軸車的圖畫。輪的發明大約是在新石器時代的晚期，至青銅器時代的早期。換句話說，智慧人種出現後有十多萬年是不懂得使用輪子的。最早的車輪以木製成，中間鑽一個洞，裝上車軸。橫切樹幹並不能造成好的車輪，因為樹幹的切面缺乏足夠的強度。車輪要以直切的木板裁成圓狀方才耐用。
輻條式車輪是較為新的發明。輻條連接輪轂（車輪的中心）和輪圈，帶輻條的車輪較為輕，車輛亦較易操縱。輻條的發明讓人們可以生產更輕、更快的車輛。在印度河谷及北印度的印度河流域文明中找到有粘土製成的玩具輪，上面有一些線條曾被認為就是輻條，在封印用的圖案中也找到一個像是有輻條輪子的圖案，這些是在公元前三千年到前二千五百年的產物。目前已知最早的輻條式車輪實體是在安德罗诺沃文化，約在公元前二千年，不久之後，高加索地區一些文化開始使用馬，之後的三個世紀用馬拉馬戰車，其中的輪子都是有輻條的。他們移進了希臘半島，和那裡的地中海人聯合，最後打破了斯巴达及雅典主導的米诺斯文明。 凯尔特人的戰車在輪子外包覆一圈的鐵，大約是在公元前一千年時候的事。輻條式車輪後來的使用沒有太大的變化，一直到1870年代的鋼絲胎及輪胎的出現，才有了新的變化。
輪子的發明在技術上相當的重要，像水車、齒輪（如安提基特拉机械）、 纺车、星盘或是torquetum等。近代輪子衍生的物品有螺旋槳、喷气发动机、飛輪（陀螺儀）及涡轮发动机。

## 機構及機能
當一物體受力，要在另一物體表面移動時，輪子可以減少摩擦力，使物體能夠在表面上移動較長的距離。像馬車即為這樣的例子。

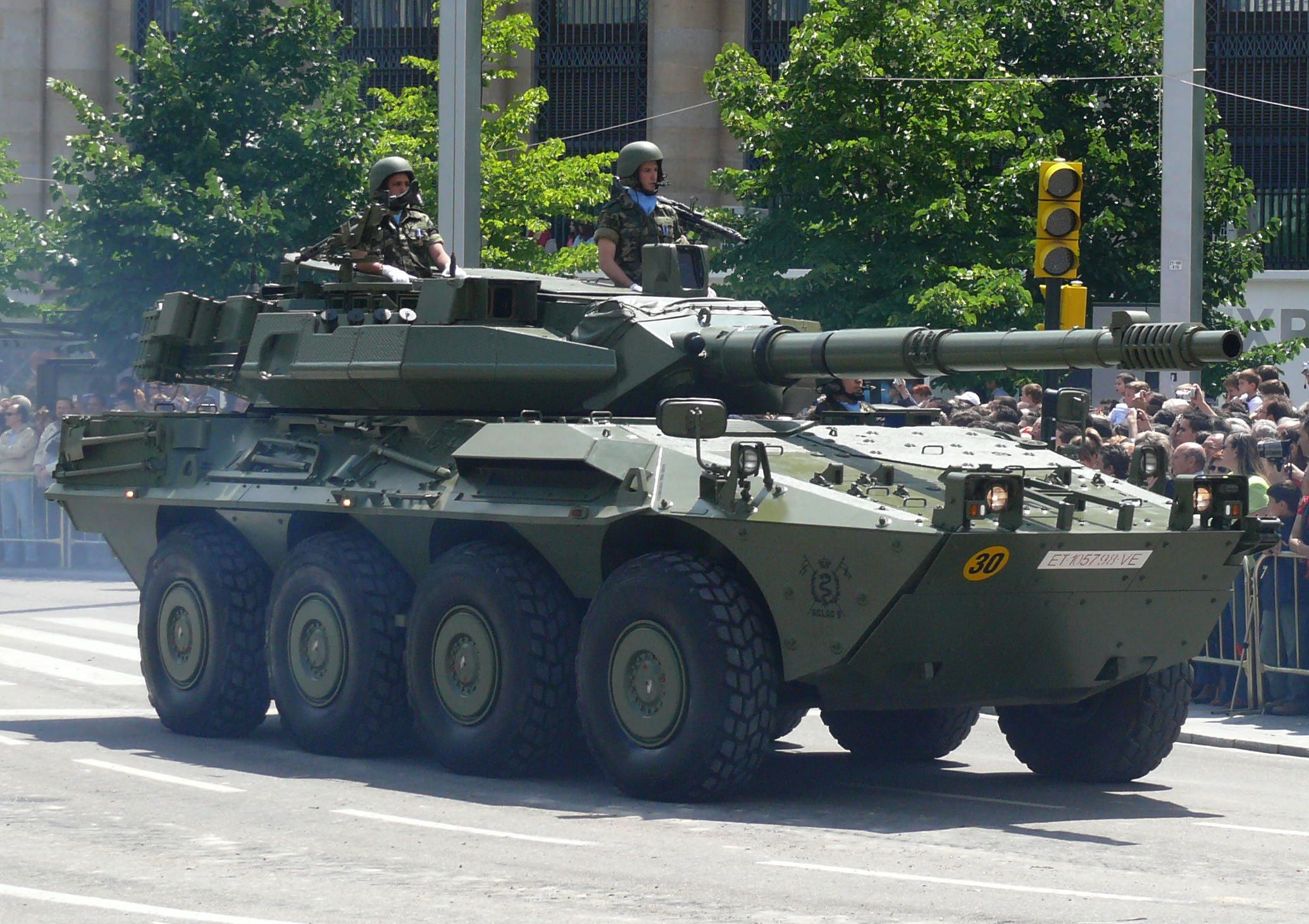
輪型戰車，用多輪分散車重

輪加上軸即為輪軸，是簡單機械的一種，這種最基本的機器是人類應用技術的起點。輪子在扭力之下作出旋轉。越接近軸心，扭力越大。把不同大小的輪接連，可造成複雜的機械。把輪與楔結合即成為齒輪。
輪子受力滾動時，其摩擦力較拖曳等重物品時要低，其原因和摩擦力有關，不過輪子滾動時摩擦力雖然較小，但仍然有稱為滾動阻力的阻力，主因是由形變的能力損失所造成。
軸承就是利用輪子阻力較小的原理，在內圈和外圈中間加入滾珠或滾軸，當內圈和外圈有相對運動時，所有鄰近物體的相對運動都是滾動，从而減少內圈和外圈之間的摩擦力。不過也有些更簡單的軸承，稱為軸套或是平面軸承，直接讓內圈和外圈之間有摩擦力，沒有加入滾珠或滾軸等零件。
利用輪子還有一個好處：若經過的表面有一些高低起伏，若輪子的半徑夠大，可以越过凹凸之处，輪子仍然可以前進，不會受到影響。

## 輪子的結構

### 輪框
輪框（rim）也稱為車輞、輪圈、輪緣，是「輪子的外緣，固定住車胎的部分。」。腳踏車車輪的輪框就是車輪外緣的金屬圈，和輻條（spoke）的外側固定住，再固定住車輪的輪胎。在現代的汽機車上，輪框是輪上設計的外圓周，在輪胎的內側也是固定在輪框上。
在西元前一世紀在雙輪戰車的木製車輪外圍就已經有鐵製的輪框了。

### 輪轂
輪轂（hub）是輪中心的部份，一般是安裝軸承以避免摩擦力，也是輻條內側連接的部份。
無轂輪是一種沒有中心輪轂的輪子。嚴格來說，無轂輪的輪轂和輪框是一體的，這類的軸是中空的，和輪子本身只有很小的公差。

### 輻條

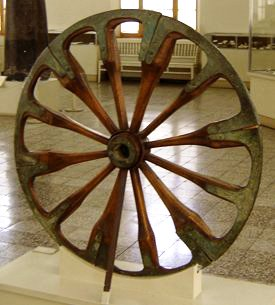
伊朗國家博物館展出的一個有輻條的車輪。是在恰高·占比尔發現的，年代約在西元前第二世紀

輻條是輪子上呈放射狀，連接內緣（輪轂）和外緣（輪框）的杆。spoke一詞最早是指一塊大的木條，會縱向的切四到六段等長的部份。馬車的輻條就會用這類切割後的木條再加工，可以符合車輪需要的尺寸。輻刀就是製作這類木條的工具。後來輻條一般會指車匠製作好的成品，就不是指所使用的材料了。

#### 鋼絲

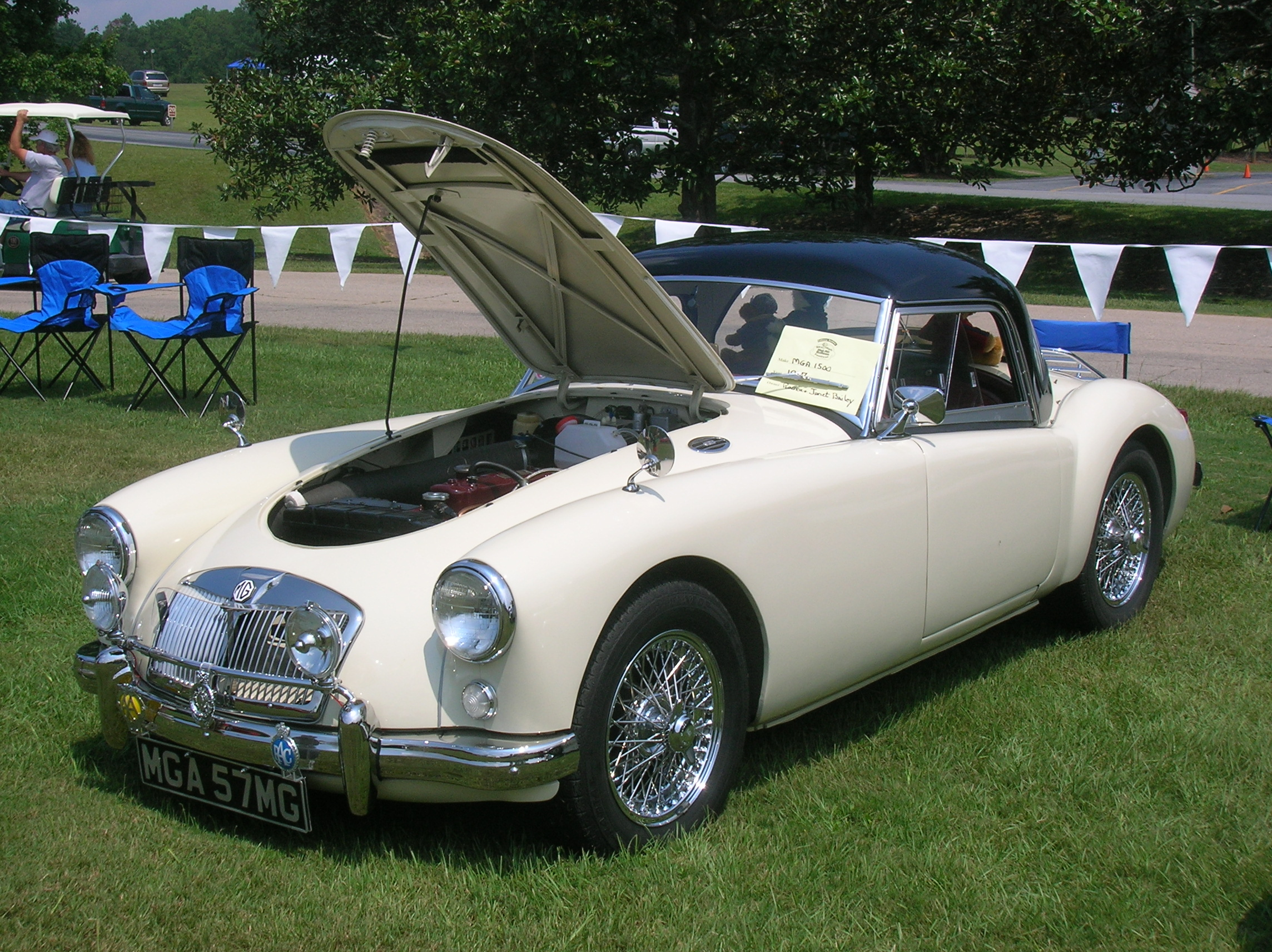
採用鋼絲輪的1957年MGA轎車

鋼絲輪的輪框和輪轂之間是用鋼絲的輻條相連接。所使用的鋼絲比鋼絲繩所用的要硬，但其功能和有預張力的可挠性線纜相同，都是在輪子受力時讓輪框維持圓形。
大部份的腳踏車及一些摩托車仍使用鋼絲輪。鋼絲輪是由航空工程師喬治·凱利發明，而詹姆斯·斯塔利將其應用在腳踏車上。

### 輪胎

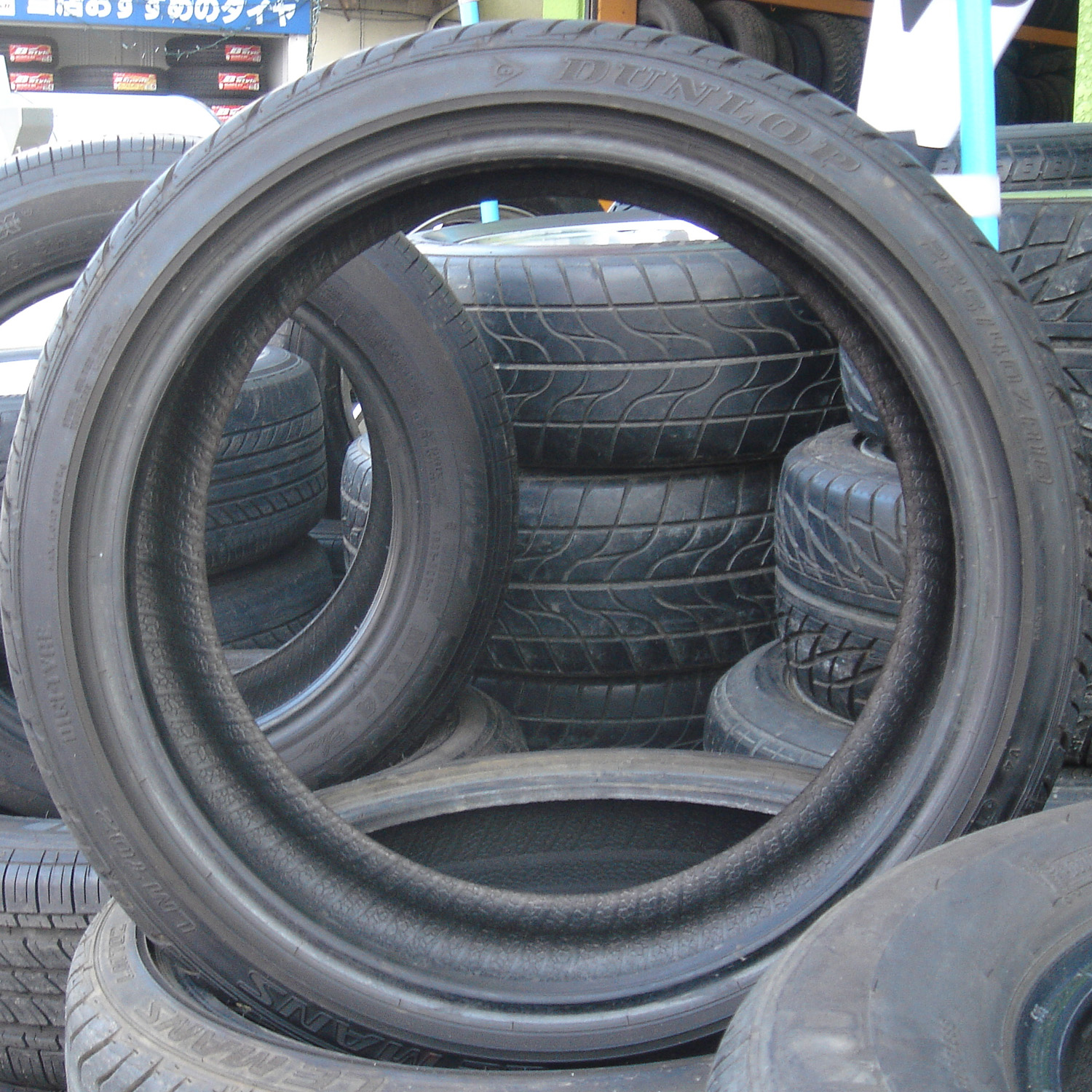
堆疊的汽車輪胎

輪胎是一個環狀的物體，包覆住輪圈的外圍，輪圈不會直接接觸到地面，而輪胎本身是柔性緩衝結構，可以吸收衝擊，因此輪子可以緊密的接觸地面，但車上可以靠輪胎而減少一些振動。
現代輪胎的材料有合成橡胶、天然橡胶、纖維及其他化學物質。輪胎可以分為外胎和內胎。外胎提供牽引力，而內胎支撐車重。在發現橡膠之前，最早的輪胎只是一圈繞在木輪子外圍的金屬皮，避免木頭磨損。現今大部份的輪胎都是充氣結構，包括一個甜甜圈外形，裡面包括鋼絲及線繩的內胎，內胎會充入壓縮空氣以形成充氣結構。充氣胎用在許多不同的車輛中，例如汽車、自行車、摩托車、 载货汽车、工程作業車輛，甚至包括航空器。

### Trywheel
trywheel是指用三個輪子以Y型框架連接的方式，平常會有二個輪子著地並且滾動，而Y型框架本身也可以轉動，trywheel的好處是方便上下樓梯及一些粗糙的路面，可以由外力或是馬達來驅動。

## 有關輪的專利
在21世紀來看，輪似乎是個簡單的東西。不過以往曾有許多的專利設法要改善輪子。其中包括：
- Joseph Ledwinka，1906年的美國專利US808765[7]
- Manuel Herrera de Hora，1906年的美國專利US836578[8]
- Louis Mékarski，1906年的英國專利GB190702860[9]
- William Morris，1915年的美國專利US1159786[10]

其中許多的專利都是為了要創造一個有彈性的輪子，現代的輪胎提供了這部份的機能。

## 替代品
輪子在道路運輸中廣為使用，不過也有一些場合不適合使用輪子。以下是一些沒有用到輪子的運輸方式：
- 由電磁力提昇，離開地面，以減少摩擦力（例如磁浮列車）。
- 使用雪橇，由動物拖曳。
- 由氣壓提昇，離開地面（例如氣墊船）。
- 騎乘動物，例如馬。
- 利用人力：
  - 步行。
  - 使用擔架或轎子。
- 利用履帶（仍然有用到輪子，只是不直接和地面接觸）。
- 利用履帶輪（英语：Pedrail wheel）。
- 利用球體，像彈珠及Dyson的吸塵器。
- 步行機器人
- 螺旋推進車輛（英语：Screw-propelled vehicle）

## 文化及其他領域

印度國旗

吉普賽旗

在文化中，輪常常用來表示循環及週期反覆的事物（例如脈輪、法輪、陰陽等）。
有翅膀的輪（飛輪或翼輪）是進步的象徵，包括巴拿馬國徽及[俄亥俄州高速公路巡警的警徽都有此圖案。
輪也是印度國旗中的一大特徵，表示印度哲學中的法。吉普賽旗中也有輪子，暗示他們游牧生活的歷史和印度裔的起源。
在古埃及文化中，輪是用來表示太陽的符號。
在現代而言，輪子是很基本的物品，可以買到，不太需要自行製作，因此有些領域中若重新設計一些已有的東西，會稱為重造轮子。
在中國大陸的网络上，有时也用「轮」或「轮子」指代法轮功以避开中国共产党的网络审查。

## 外部連結
- University of Kiel. "3400 BC: The oldest evidence for the use of the wheel and wagon originates from Northern Germany". Online: April 11, 2022. Retrieved: April 14th, 2022.